# Jimena (Jaén)
Jimena es un municipio español de la provincia de Jaén, Andalucía, situado en la comarca de Sierra Mágina, con una población de 1234 habitantes (INE 2024).

## Geografía y patrimonio

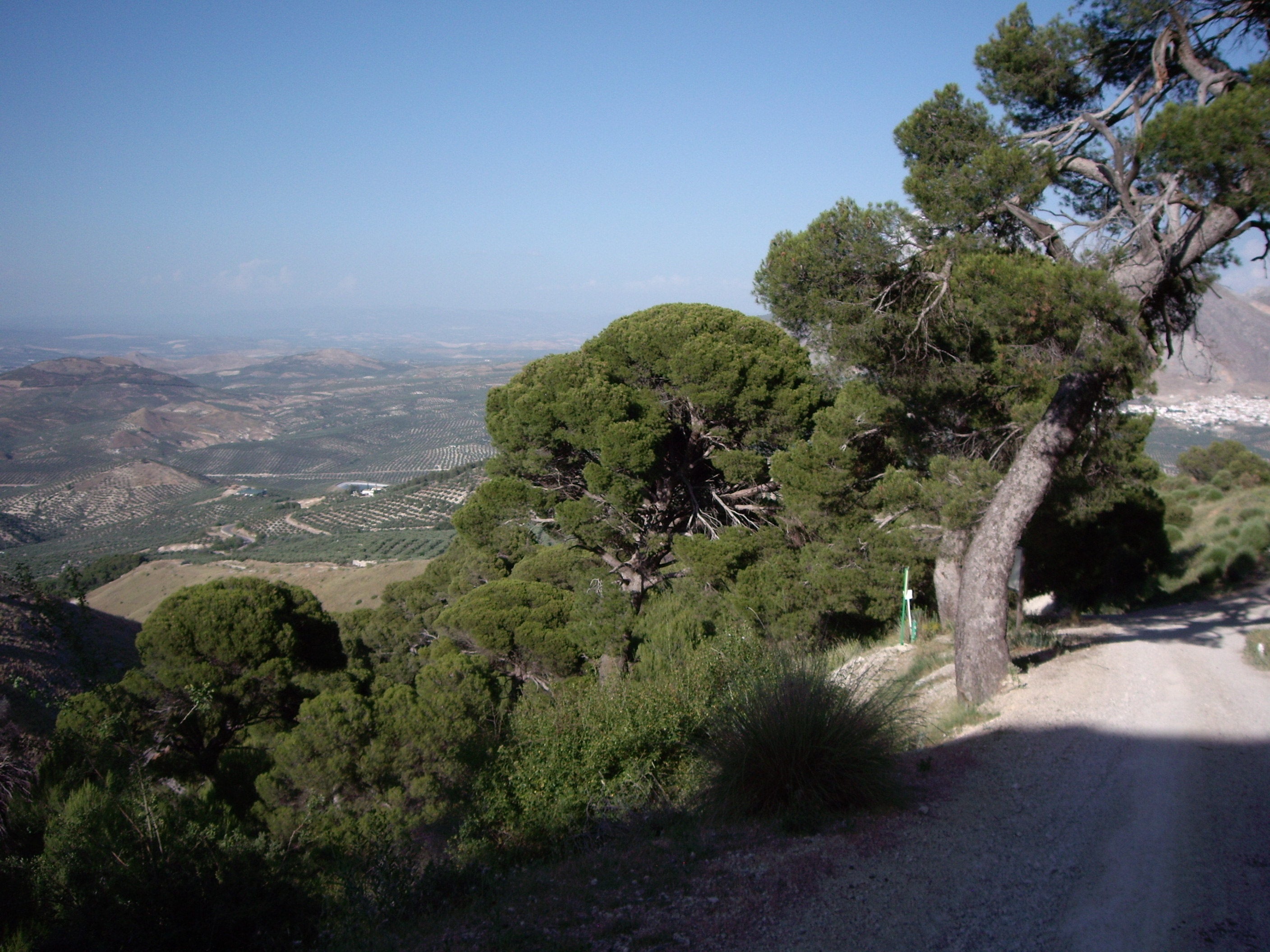
El pinar de Cánava, con Jimena al fondo.

Está en el noroeste de la comarca de Sierra Mágina, cuya porción sureste es de orografía montañosa e incluida en el parque natural de Sierra Mágina.
El resto del territorio es terreno de cultivo en el que predomina el olivar. La actividad económica está basada en su cultivo y su industria transformadora, complementándose con el cultivo de la higuera para aprovechamiento de la breva y el higo.
El pinar de Cánavas (bosquete de pinos carrascos centenarios y de tamaño excepcional) ha sido declarado Monumento Natural por su valor ecológico y paisajístico.
Sus fiestas patronales se celebran del 7 al 10 de septiembre, donde se puede disfrutar de su procesión y de sus carrozas, a las que acuden numerosos vecinos de otros pueblos de alrededor.

### Breva e higo
En el año 2013 se recogieron en la localidad unos 60 000 kilos de breva, en la que participaron unos 150 productores. Se consideró una campaña "medio buena". La producción media de brevas en Jimena suele rondar los 40 kilos por higuera, en una campaña sin incidencias meteorológicas. Se comercializan según dos categorías, una vez que han sido seleccionadas: de primera, que es la que supera los 50 gramos de peso; y de segunda, que no varía de calidad pero sí es de menor peso.
Según den una o dos clases de frutos al año, las higueras cultivadas en Jimena se clasifican en los siguientes grupos: 
- las higueras braveras, brevales o bacoreras, que dan las brevas en junio/julio, y más tarde, en agosto/septiembre/octubre, dan los higos. Las brevas tienen un alto valor comercial por su tamaño, superior al de los higos, su aspecto atractivo (color, volumen, tersidad) y por las fechas en que maduran, con fácil comercialización en fresco.[2]
- otra variedad de higuera, más estimada por la calidad de sus brevas, es la colar, también conocida como negra y como florancha, dando frutos más grandes y redondeados.[2]
- la variedad de higuera verda, que produce higos de color verde de una gran calidad, con forma pendular y cuya maduración es más tardía.[2]

De toda la producción, aproximadamente un 10 por ciento se distribuye en la provincia de Jaén, alrededor de un 25 por ciento llega a los mercados de Andalucía, y el resto (la mayor parte) exportada a zonas de Barcelona, Madrid y Valencia.

## Historia
Jimena cuenta con un rico legado de época prehistórica, un grupo de pinturas rupestres, en la Cueva de la Graja, que ponen de manifiesto la cultura de los grupos de pastores que entre el IV y III milenio a. C. poblaban las Sierras Meridionales. De esta etapa se han inventariado varios asentamientos en su término municipal, entre los que sobresale el de Cerro Alcalá, referencia fundamental para la prehistoria e historia antigua de esta localidad así como para época medieval.
En la etapa ibérica Cerro Alcalá será uno de los oppida del siglo VI a. C. que seguirá ocupado en los siglos siguientes hasta época romana. Algunos investigadores han relacionado Cerro Alcalá con la Ossigi a la que hacen referencia las fuentes escritas.
Numerosos hallazgos epigráficos y constructivos demuestran que este asentamiento ostentaría algún tipo de estatus romano como Municipium.
En época árabe se produjo una intensa ocupación del término municipal de Jimena por pequeñas poblaciones rurales o alquerías. Esta población contaba con varias fortificaciones para refugio, Fuente del Moro, Cerro Alcalá o el que se menciona en las crónicas como San Istibin o San Astabin, topónimo que ha quedado en un paraje próximo a Jimena, Santisteban. Según las crónicas este fue uno de los castillos en los que se rebelaron los Banu Hábil contra el poder del emir cordobés. Jimena (Xemena) pudo ser otro de estos castillos o una alquería fortificada tras la conquista cristiana.
Jimena fue conquistada por Fernando III el día de Santiago de 1234 e integrada en las tierras del Concejo de Baeza. En 1284 pasó a ser propiedad de don Pedro Ruy de Berrio. Durante los siglos XIV y XV fue un pequeño señorío hasta que en 1434 el rey Juan II la entregó a la Orden de Calatrava, que constituyó la encomienda de Torres, Canena, Jimena y el heredamiento de Recena.

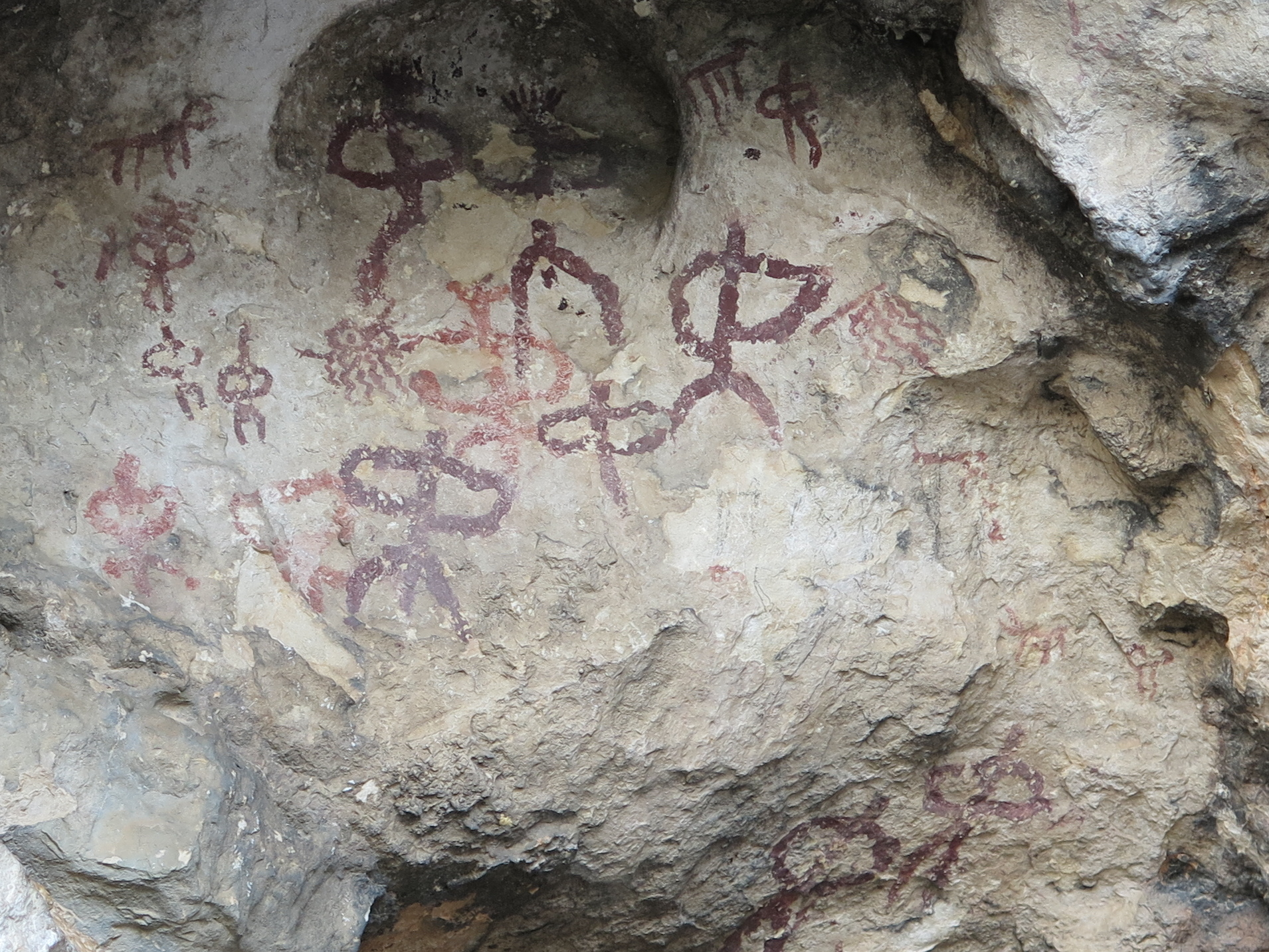
Pinturas rupestres de la Cueva de la Graja.

En el siglo XVI Jimena, alineada junto a Baeza, participó en el conflicto comunero en la Castilla de Carlos V, incluso sirvió de reducto oculto a comuneros. Terminados estos sucesos fue vendida por el emperador Carlos V a su secretario don Francisco de los Cobos. Desde esta fecha Jimena fue señorío de don Francisco de los Cobos y después de sus descendientes los marqueses de Camarasa, hasta la extinción de los privilegios señoriales en 1812.

## Geografía humana

### Demografía
Cuenta con una población de 1234 habitantes (INE 2024).
| Gráfica de evolución demográfica de Jimena entre 1842 y 2021                                                          |
| |
| Población de derecho según los censos de población del INE. Población de hecho según los censos de población del INE. |

## Patrona de Jimena
- Nuestra Señora de los Remedios

Cuenta la voz popular que esta advocación mariana se apareció, en el mes de agosto, al escribano real Luis Martínez. En el lugar del hallazgo se edificó una ermita para que la Virgen recibiera culto y es adonde los romeros se dirigen para honrar a la que desde 1600 es su Patrona y alcaldesa perpetua de la villa.

## Santuario de Cánava
Ermita construida en honor a la Virgen de los Remedios. Al encontrarse Luis Martínez la imagen en el año 1600, se alzó en el mismo lugar de la aparición dicha ermita, que mejor podría llamarse "cueva" o "nicho" y allí estuvo la imagen por muchos años, hasta que el pueblo decidió edificar un verdadero templo.

## Fiestas
- 3 de mayo: Fiesta de la Cruz: hay una parte religiosa que consiste en la procesión hacia los campos de Nuestro Padre Jesús, con la cruz a cuestas, patrocinada por su hermandad que tras la procesión celebran ágape, que cada año cobra mayor dimensión, dado que cada Hermano Mayor que se sucede, trata de superar la del año anterior.
 Y otra fiesta pagana, llamada de "Los Tíos de Ricia", tanto la una como la otra se celebran el 3 de mayo, y esta última consiste en adornar las calles de Jimena con monigotes que los vecinos fabrican rellenando ropa con paja, teniendo por cabeza una vasija de cerámica y un pimiento o picante, según esté a la mano, en la bragueta que, dicen, representan a las personas de paja que se encontraron los recaudadores cuando fueron a cobrarle los diezmos, y, como dice la expresión popular, se tuvieron que volver como "el gallo de Morón": sin plumas y cacareando. Se establece un concurso en el que no ganará la cruz más bella sino el "tío de ricia" más conseguido, pero no por lo del pimiento o picante, sino por la escenificación que represente. Esta fiesta ha cogido mayor pujanza en los últimos años.

- 6 al 10 de septiembre: Feria y Fiestas en Honor de la Patrona la Virgen de los Remedios: jinetes y carrozas enjaezadas se desplazan hacia el Santuario de Cánava (a un kilómetro de Jimena) para participar en un concurso y pasar una alegre jornada campera que finaliza con la bajada de la imagen de la Virgen a la iglesia parroquial. 
Durante cuatro días permanece la Patrona en el pueblo, donde el día 8 procesiona por toda la vecindad y el día 10 se devuelve la imagen mariana a su santuario, cuyos aledaños son el lugar que, durante los días 8 y 9, acoge las glamurosas "verbenas de Cánava" que aseguran la diversión de todos sus visitantes, condición indispensable, entrar con chaqueta y corbata los hombres y traje de noche, andaluz o faralaes y/o mantón de manila, las señoras o señoritas. Se eligen la miss y míster, Jimena y Turismo, la del vestido de Fiesta, el mejor traje de "Gitana" y "Lady" o señora-madura más elegante.

- 1 de noviembre: Festividad de Todos los Santos: con sus famosas "gachas", día muy entrañable que reúne a multitud de emigrantes y forasteros, sobre todo por su costumbre (no del agrado de todo el mundo) de pegar las "gachas sobrantes" en las puertas de todos los vecinos del pueblo.

- 13 de diciembre: Lumbres de Santa Lucía: el Ayuntamiento invita a la concurrencia a degustar productos típicos de la zona (calabaza, maíz, dulces...) en torno a las luminarias que se encienden durante la madrugada del día 13 de diciembre, donde no falta la imagen de la protectora de los invidentes. Su lugar de celebración ha ido variando en el tiempo según las necesidades, haciéndose en lugares tales como la Plazuela de Santa Lucía, el paraje conocido como "El Molino del Pan", junto a la Biblioteca Municipal o incluso junto a la "Fuente del Buñuelo" (antiguo solar del Sindicato) en el Barrio Bajo.

## Organización político-administrativa

### Elecciones municipales
| Elecciones municipales desde 1979                      |      |      |      |      |      |      |      |      |      |      |      |      |
|                                                        | 1979 | 1983 | 1987 | 1991 | 1995 | 1999 | 2003 | 2007 | 2011 | 2015 | 2019 | 2023 |
| PSOE                                                   | 5    | 8    | 4    | 5    | 4    | 5    | 4    | 4    | 5    | 6    | 6    | 6    |
| AP/PP                                                  | -    | 1    | 4    | 4    | 5    | 4    | 5    | 5    | 4    | 3    | 3    | 3    |
| PCE/IU                                                 | 0    | -    | 1    | -    | 0    | 0    | 0    | 0    | 0    | -    | -    | -    |
| UCD                                                    | 6    | -    | -    | -    | -    | -    | -    | -    | -    | -    | -    | -    |
| PTA                                                    | 0    | -    | -    | -    | -    | -    | -    | -    | -    | -    | -    | -    |
| En negrilla el partido más votado                      |      |      |      |      |      |      |      |      |      |      |      |      |
| Fuente: Datos de las elecciones municipales desde 1979 |      |      |      |      |      |      |      |      |      |      |      |      |

### Alcaldía
| Periodo   | Nombre                                                | Partido                           |
| --------- | ----------------------------------------------------- | --------------------------------- |
| 1979-1983 | Pedro García Ruiz                                     |                                   |
| 1983-1987 | Lope Viedma Feligraras 1984: Fernando Almagro Montiel |                                   |
| 1987-1991 | Antonio González Ulloa                                | 1983-1989                         |
| 1991-1995 | Fernando Almagro Montiel                              |                                   |
| 1995-1999 | Catalina Montserrat García Carrasco                   | Logo del PP desde 1993 hasta 2001 |
| 1999-2003 | Fernando Almagro Montiel                              |                                   |
| 2003-2007 | Catalina Montserrat García Carrasco                   |                                   |
| 2007-2011 | Catalina Montserrat García Carrasco                   | Logo del PP desde 2008 hasta 2015 |
| 2011-2015 | Esther Ulloa Navarrete                                |                                   |
| 2015-2019 | Esther Ulloa Navarrete                                |                                   |
| 2019-2023 | Francisco Ruiz Sannicolás                             |                                   |
| 2023-act. | Francisco Ruiz Sannicolás                             |                                   |

## Economía

### Evolución de la deuda viva municipal
El concepto de deuda viva contempla sólo las deudas con cajas y bancos relativas a créditos financieros, valores de renta fija y préstamos o créditos transferidos a terceros, excluyéndose, por tanto, la deuda comercial.
| Gráfica de evolución de la deuda viva del Ayuntamiento de Jimena entre 2008 y 2024      |
|                                                                                         |
| Deuda viva del ayuntamiento, en miles de euros, según datos del Ministerio de Hacienda. |